# Атюр'євський район
Атю́р'євський район (рос. Атюрьевский район, ерз. Атюрь буе) — муніципальний район у складі Республіки Мордовія Російської Федерації.
Адміністративний центр — село Атюр'єво.

## Географія
Атюр'євський район розташований на заході Республіки Мордовія. Район межує на півночі з Темниковським, на заході із Зубово-Полянським, на сході — з Краснослободським, на південному заході — з Торбеєвським, а на південному сході — з Ковилкінським районами Мордовії. Східна частина району розташована в лісостепах вторинної моренної рівнини, західна — ландшафтах змішаних лісів воднольодовикової низовини. Ліси займають площу 9475 га і знаходяться в основному в північно-західній частині району. У деревостої переважають сосна, ялина, дуб, клен, липа, береза, осика, вільха. У чагарниковому ярусі: ялівець, вовче лико, шипшина, горобина, калина, черемха, ліщина, жовта акація. Багаті ліси лікарськими рослинами (конвалія, подорожник, звіробій, мати-й-мачуха, медунка, шавлія, материнка та ін.) В лісах району ростуть всі гриби, властиві європейській частині країни. Це — боровик, маслюк, рижик, опеньки, грузді, підосичники та ін. З ягід слід зазначити суницю, малину, лісову смородину, брусницю, ожину.
Тваринний світ типовий для республіки: борсук, білка, вовк, заєць, кабан, куниця, лисиця, лось; із птахів — гусак, качка, журавель, снігур, зозуля, дятел, соловей, яструб та ін. У затишних місцях збереглися глухарі, тетеруки, рябчики, але їх залишилося мало.
Район займає вододільний простір річок Мокші (схід) і Вади (захід), що протікають за межами району. В межах району невеликі річки — Явас, Ляча, Шуструй і кілька дрібних річок.
На території району поширені ґрунти наступних типів: дерново-підзолисті, сірі лісові опідзолені, чорноземні, заплавні. З корисних копалин — торф, глина, суглинки. У фізико-географічному відношенні район є частиною Центральної Московської улоговини (південно-східна частина району).
Клімат помірно-континентальний, характеризується порівняно холодною зимою і помірно жарким літом. Число днів в році зі сніговим покривом 148. Середня глибина промерзання ґрунту 65 см. Зазвичай до 10 квітня поля повністю звільняються від снігу.

## Історія
Атюр'євський район у складі МАСРР утворений Постановою Президії ВЦВК 10 травня 1937 року.

## Населення
Населення району становить 7611 осіб (2019, 10952 у 2010, 12151 у 2002). В районі проживають мокшани, росіяни і татари.

## Адміністративно-територіальний поділ
На території району 8 сільських поселень:
| Поселення                                | Площа, км² | Населення, осіб (2002) | Населення, осіб (2010) | Населення, осіб (2019) | Центр               | Населені пункти |
| ---------------------------------------- | ---------- | ---------------------- | ---------------------- | ---------------------- | ------------------- | --------------- |
| Атюр'євське сільське поселення           | 283,98     | 6774                   | 6177                   | 4360                   | Атюр'єво            | 16              |
| Великошуструйське сільське поселення     | 57,43      | 508                    | 494                    | 392                    | Великий Шуструй     | 4               |
| Кішалинське сільське поселення           | 59,27      | 681                    | 550                    | 346                    | Кішали              | 2               |
| Курташкинське сільське поселення         | 70,20      | 1169                   | 1126                   | 789                    | Курташки            | 6               |
| Мордовсько-Козловське сільське поселення | 73,28      | 732                    | 620                    | 374                    | Мордовська Козловка | 5               |
| Новочадовське сільське поселення         | 63,19      | 662                    | 637                    | 391                    | Новочадово          | 8               |
| Перевісьєвське сільське поселення        | 37,21      | 521                    | 505                    | 385                    | Перевісьє           | 3               |
| Стрільниковське сільське поселення       | 143,74     | 1104                   | 843                    | 574                    | Стрільниково        | 7               |

- 26 травня 2014 року було ліквідоване Вільно-Нікольське сільське поселення, його територія увійшла до складу Курташкинського сільського поселення[4].
- 17 травня 2018 року було ліквідоване Аргинське сільське поселення, його територія увійшла до складу Каменського сільського поселення[5].
- 24 квітня 2019 року були ліквідовані Дмитрієво-Усадське сільське поселення та Каменське сільське поселення, їхні території увійшли до складу Атюр'євського сільського поселення[6].

## Найбільші населені пункти
Найбільші населені пункти з чисельністю населення понад 1000 осіб:
| № | Населений пункт | Населення, осіб (2002) | Населення, осіб (2010) |
| - | --------------- | ---------------------- | ---------------------- |
| 1 | Атюр'єво        | 4 736                  | 4 429                  |

## Господарство
Район сільськогосподарський (аграрний). Основні напрямки — виробництво зерна, картоплі, молока, м'яса, вовни. Із загальної площі 72658 га під ріллею зайнято 44504 га. В районі 15 сільськогосподарських виробничих кооперативів на базі колишніх 9 колгоспів і 6 радгоспів. З кожним роком збільшується кількість фермерських господарств.
Великих промислових підприємств на території району немає. Діє маслоробний завод «Атюр'євський», Атюр'євська госпрозрахункова будівельна ділянка «Мордовгражданбуд», Атюр'євське РБУ «Рембуджилбит», два підприємства дорожнього будівництва, госпрозрахункова будівельна ділянка «Спецсільбуд».
В районі 12 середніх, 10 неповних середніх і 8 початкових шкіл, музична школа, ДЮСШ, 15 дитячих садків. Медичне обслуговування здійснюють 2 лікарні і 29 медичних пунктів. В районі 24 Будинки культури та сільських клуби, 20 бібліотек, кінотеатр. У райцентрі Атюр'єве (населення — понад 4700 чоловік) сьогодні працюють дві середні школи, Будинок творчості школярів, ДЮСШ, музична школа, фізкультурно-оздоровчий комплекс.

## Персоналії
У районі народилась Бриндіна Віра Іванівна (1979) — мокшанська письменниця.